# Подорож мсьє Перрішона
«Подорож мсьє Перрішона» — радянський музичний художній фільм, знятий режисеркою Маргаритою Мікаелян на кіностудії «Мосфільм» в 1986 році. Екранізація водевілю французького драматурга Ежена Лабіша.

## Сюжет
За руку і серце чарівної дочки пихатого каретника мсьє Перрішона борються два суперники: чесний Арман і Даніель, який прагне захопити багатий посаг. Красуня теж не проти закрутити роман, проте вона поки не зрозуміла, хто з двох їй більше подобається. Вона вирішує перевірити їх на ділі, і герої фільму вирушають в Альпи слідом за сімейством Перрішон. У горах вони шукають скарб і тут же залицяються до дівчини. Ближче до фіналу стане ясно, хто з наречених кращий…

## У ролях
- Олег Табаков —  мсьє Перрішон, каретник
- Тетяна Васильєва —  мадам Перрішон
- Тетяна Догілєва —  Аніта
- Марина Зудіна —  Анріетта
- Михайло Зонненштраль —  Арман Дерош
- Ігор Скляр —  Даніель Саварі
- Валентин Гафт —  майор Мартьє
- Олександр Філіппенко —  мсьє Іммерталь
- Катерина Васильєва —  мадам Дюпре
- Авангард Леонтьєв —  Жан, слуга мсьє Перрішона
- Борис Санкін —  мсьє Пінкль
- Вадим Александров —  службовець мадам Дюпре
- Сергій Газаров —  службовець мсьє Перрішона
- Василь Делявський —  носій
- Людмила Дмитрієва —  продавчиня книг на вокзалі
- Олександр Мохов —  Жозеф, ад'ютант майора
- Володимир Носик —  станційний службовець
- Георгіос Совчіс —  поліцейський
- Володимир Фірсов —  писар (немає в титрах)
- Вадим Іванов —  офіціант (немає в титрах)

Пісні виконує: Раїса Саєд-Шах.

## Знімальна група
- Режисерка — Маргарита Мікаелян
- Сценаристи — Володимир Валуцький, Маргарита Мікаелян
- Оператор — Валерій Шувалов
- Композитор — Давид Тухманов
- Художниця — Людмила Кусакова